# Nước sốt thịt nướng
Nước sốt thịt nướng (viết tắt thành sốt BBQ) là loại nước sốt được dùng trong ướp, phết, phụ gia hoặc ăn kèm với thịt nướng. Đây là một loại gia vị phổ biến ở miền Nam Hoa Kỳ và sử dụng cho nhiều loại thực phẩm khác nhau.
Các thành phần của nước sốt rất da dạng, nhưng hầu hết đều phải có giấm, tương cà chua hoặc sốt mayonnaise (hay một hỗn hợp tương tự khác) làm chất nền, cũng như nước khói, bột hành tây, gia vị mù tạc, tiêu đen và chất ngọt đường hoặc mật đường.

## Lịch sử
Một số quan điểm cho rằng nước sốt thịt nướng đã xuất hiện tại Mỹ từ thế kỷ 17. Nước sốt cũng được đề cập trong cả văn học Anh và Pháp khoảng hơn hai trăm năm sau đó. Sốt mù tạc Nam Carolina, một loại nước sốt thịt nướng, được cho là bắt nguồn từ những người định cư Đức vào thế kỷ 18.
Nước sốt thịt nướng tự làm ban đầu có nguyên liệu chủ yếu là giấm, muối và tiêu đen. Đường, nước sốt cà chua và sốt Worcestershire bắt đầu được sử dụng vào những năm 1920, đặc biệt từ sau Chiến tranh thế giới thứ hai, số lượng đường và nguyên liệu thêm vào đã gia tăng đáng kể.
Nước sốt thịt nướng được bán ra thị trường lần đầu bởi Công ty Nước sốt thịt nướng Georgia tại Atlanta vào năm 1909. Heinz là doanh nghiệp lớn đầu tiên bán nước sốt thịt nướng đóng chai vào năm 1940. Ngay sau đó, General Foods đã cho ra mắt sản phẩm "Open Pit". Dù chỉ mới tham gia thị trường vào khoảng những năm 1960, Kraft Foods nhanh chóng trở thành công ty dẫn đầu nhờ sự quảng cáo rầm rộ. Kraft cũng bắt đầu sản xuất dầu ăn đa dụng đi kèm với các túi gia vị để làm nước sốt thịt nướng.